# 福奧克斯 (北卡羅萊納州)
福奧克斯（英語：Four Oaks）是一個位於美國北卡羅萊納州約翰斯頓縣的城鎮。

## 人口
根據2020年美國人口普查的數據，福奧克斯的面積為6.34平方千米，當中陸地面積為6.32平方千米，而水域面積為0.02平方千米。當地共有人口2158人，而人口密度為每平方千米340人。